# Municipio de Murray (Arkansas)
El municipio de Murray (en inglés: Murray Township) es un municipio ubicado en el condado de Newton en el estado estadounidense de Arkansas. En el año 2010 tenía una población de 172 habitantes y una densidad poblacional de 3,97 personas por km².

## Geografía
El municipio de Murray se encuentra ubicado en las coordenadas 35°56′42″N 93°19′38″O / 35.94500, -93.32722. Según la Oficina del Censo de los Estados Unidos, el municipio tiene una superficie total de 43.34 km², de la cual 43,24 km² corresponden a tierra firme y (0,22 %) 0,09 km² es agua.

## Demografía
Según el censo de 2010, había 172 personas residiendo en el municipio de Murray. La densidad de población era de 3,97 hab./km². De los 172 habitantes, el municipio de Murray estaba compuesto por el 91,28 % blancos, el 0,58 % eran asiáticos, el 1,74 % eran de otras razas y el 6,4 % eran de una mezcla de razas. Del total de la población el 0 % eran hispanos o latinos de cualquier raza.